# Internazionali d'Italia 1980
Gli Internazionali d'Italia 1980 sono stati un torneo di tennis giocato sulla terra rossa. 
È stata la 37ª edizione degli Internazionali d'Italia, che fa parte del Volvo Grand Prix 1980 e del WTA Tour 1980. 
Il torneo maschile si è giocato al Foro Italico di Roma in Italia, quello femminile nello Junior Tennis Perugia di Perugia.

## Campioni

### Singolare maschile
Guillermo Vilas ha battuto in finale  Yannick Noah con il punteggio di 6–0, 6–4, 6–4

### Singolare femminile
Chris Evert ha battuto in finale  Virginia Ruzici con il punteggio di 5–7, 6–2, 6–2

### Doppio maschile
Mark Edmondson /  Kim Warwick hanno battuto in finale  Balázs Taróczy /  Eliot Teltscher con il punteggio di 7–6, 7–6

### Doppio femminile
Hana Mandlíková /  Renáta Tomanová hanno battuto in finale  Ivanna Madruga /  Adriana Villagrán  6–4, 6–4